# Irische Squash-Meisterschaften
Die irischen Squash-Meisterschaften sind ein Wettbewerb zur Ermittlung des nationalen Meistertitels im Squash in Irland. Ausrichter ist Irish Squash.
Die Meisterschaften bei den Herren und bei den Damen werden jährlich ausgetragen. Rekordhalter sind Derek Ryan bei den Herren mit neun Titeln sowie Madeline Perry bei den Damen mit 15 Titeln.

## Irische Meister
Die Nummern in Klammern hinter den Namen geben die Anzahl der gewonnenen Meisterschaften wieder. Folgende Spieler konnten die Meisterschaft gewinnen:
| Jahr | Herren            | Damen                 |
| ---- | ----------------- | --------------------- |
| 1995 | Derek Ryan        |                       |
| 1996 | unbekannt         |                       |
| 1997 | unbekannt         |                       |
| 1998 | Derek Ryan (5)    |                       |
| 1999 | Derek Ryan (6)    |                       |
| 2000 | Derek Ryan (7)    | Eleanor Lapthorne     |
| 2001 | Liam Kenny        | Madeline Perry (3)    |
| 2002 | Steve Richardson  | Madeline Perry (4)    |
| 2003 | Derek Ryan (8)    | Madeline Perry (5)    |
| 2004 | Liam Kenny (2)    | Madeline Perry (6)    |
| 2005 | Liam Kenny (3)    | Laura Mylotte         |
| 2006 | Liam Kenny (4)    | Madeline Perry (7)    |
| 2007 | Liam Kenny (5)    | Madeline Perry (8)    |
| 2008 | Liam Kenny (6)    | Madeline Perry (9)    |
| 2009 | John Rooney       | Madeline Perry (10)   |
| 2010 | John Rooney (2)   | Madeline Perry (11)   |
| 2011 | Arthur Gaskin     | Madeline Perry (12)   |
| 2012 | Derek Ryan (9)    | Madeline Perry (13)   |
| 2013 | Arthur Gaskin (2) | Aisling Blake         |
| 2014 | nicht ausgetragen | Madeline Perry 1 (14) |
| 2015 | Arthur Gaskin (3) | Madeline Perry (15)   |
| 2016 | Arthur Gaskin (4) | Laura Mylotte (2)     |
| 2017 | Arthur Gaskin (5) | Hannah Craig          |
| 2018 | Arthur Gaskin (6) | Sophie O’Rourke       |
| 2019 | Arthur Gaskin (7) | Sophie O’Rourke (2)   |
| 2020 | Arthur Gaskin (8) | Sophie O’Rourke (3)   |
| 2022 | Sam Buckley       | Breanne Flynn         |
| 2023 | Sam Buckley (2)   | Breanne Flynn (2)     |
| 2024 | Sam Buckley (3)   | Hannah Craig (2)      |
| 2025 | Conor Moran       | Hannah Craig (3)      |

 1 Die Meisterschaft fand im Dezember 2013 statt.